# Hattem
Hattem (nizozemska izgovorjava: [ˈɦɑtəm] ()) je občina in mesto v vzhodni Nizozemski. Občina je imela leta 2014 12,228 prebivalcev. Občina vključuje zaselek 't Zand.

## Izvor imena
Ime "Hattem" je tipično ime na kmetiji. Natančen izvor "Hattema" še ni jasen. Na splošno obstajata dve razlagi. Hattem bi bil 'heem' (dom) ljudstva, ki pripada plemenu Hatuarji (ali Hatuari ali Hati). Drugi izvor bi se lahko nanašal na voditelja ljudstva pod voditeljem Hatto. To se ujema z dejstvom, da je veliko imen kmečkih dvorišč izpeljanih iz osebnih imen.

## Zgodovina
Najden dokument, ki se nanaša na Hattema, je datiran okoli leta 800. Ta dokument je Codex Laureshamensis, v katerem je naselje Hattem omenjeno, ker sta dve kmečki hiši v tem kraju podarjeni opatiji Lorsch.

### Ustanovljena kot župnija
Kljub tej zgodnji izjavi v Hattemu ni bila zgrajena nobena cerkev ali kapela. Leta 1176 je Hattem postal župnija ('kerspel'). Kapela, ki meri 17,5 krat 9,5 metra, ni bila zgrajena v sedanjem mestnem jedru, ampak na Gaedsbergu ('Gora bogov'). Meje župnije sovpadajo s slednjimi mejami jurisdikcije Hattem. Hattem je dobil mestne pravice leta 1299 od deželnega grofa Reinouda I. Gelderskega. V desetletjih pred tem je bilo na severni meji Veluwe ustanovljeno utrjeno mesto. Načrt mesta leži okoli sedanje cerkve. Stolp te cerkve je datiran v 12. stoletje, kar nakazuje, da je bila poleg župnijske cerkve v Gaedsbergu v sedanjem mestnem središču Hattema še kapela. S pridobitvijo mestnih privilegijev se je preselilo tako versko kot pravno središče. Nova cerkev in mesto sta posvečena apostolu Andreju.

### Kasnejša zgodovina
Leta 1401 je vojvoda Viljem Gelderski podaril Hoenwaard meščanom Hattema, da bi lahko nahranili njihovo živino in izdelovali opeko za svoje hiše. Leta 1404 je bil zgrajen grad Sv. Lucija, ki je postal znan kot "Dikke Tinne" (debela merlon). Razlog najdemo v debelih grajskih zidovih, takrat najdebelejših zidovih na Nizozemskem. Leta 1778 so grad podrli, da bi iz opeke zgradili hiše. Leta 1786 sta Hattem in Elburg postala znana kot središča Patriottentijda, politične frakcije. Ta gibanja pa je uspešno zatrl državni upravitelj Viljem V.

## Zanimivosti
Hattem je imel železniško postajo od 21. novembra 1887 do 8. oktobra 1950.

Hattem, ki meji na gozdove ' De Veluwe ' in vzdolž reke IJssel, ima veliko za ponuditi: udobne terase, zanimive muzeje, veliko različnih avtentičnih trgovin in vsakoletne prireditve. Hattem praznuje festival De dikke tinne vsaki dve leti v srednjeveškem vzdušju.

## Pomembni krajani
- Janez III. Egmontski (1438–1516), prvi grof Egmonta in deželni upravitelj Holandije, Zelandije in Zahodne Frizije
- Herman Willem Daendels (1762-1818), nizozemski politik, 36. generalni guverner Nizozemske Vzhodne Indije, 1808-1811
- Luite Klaver (1870–1960) nizozemska slikarka, litografinja in izumiteljica
- Willem Jacob van Stockum (1910–1944) matematik, prispeval k splošni teoriji relativnosti
- Henri Wassenbergh (1924-2014) nizozemski akademik, profesor prava in pisatelj
- Robert Long (1943-2006) nizozemski pevec in televizijski voditelj
- Ellen Spijkstra (rojena 1957) nizozemska keramična umetnica in fotografinja

## Ogled znamenitosti
- Voerman Museum Hattem
- Bakkerij museum
- Concertzaal
- Olde Skoele
- Dijkpoort Mill
- De Fortuin
- De Grote of Andreaskerk

## Galerija
- Cerkev v Hattemu
- Hattem, mestna vrata de Dijkpoort
- Hiša Hermana Willema Daendelsa
- Warme Land
- Kerkhofstraat
- Mlin na veter De Fortuin
- Ustje kanala Apeldoorns v IJsselu blizu Hattema - Hattem
- Hattem
- Mestno obzidje na ravni Daendelspoortje